# حمیدو
حمیدو (عربی: حميدو بنمسعود؛ ۲ اوت ۱۹۳۵ – ۱۹ سپتامبر ۲۰۱۳) یک هنرپیشه اهل فرانسه بود.
از فیلم‌ها یا برنامه‌های تلویزیونی که وی در آن نقش داشته‌است می‌توان به و هم اکنون ...خانم‌ها و آقایان، جادوگر، فرار به سوی پیروزی، مقررات درگیری، رونین، بادی به غرب می‌رود، جاسوس‌بازی، برای زندگی، زندگی کن اشاره کرد.